# Маммиллярия крупнососочковая
Маммиллярия крупнососочковая (лат. Mammillaria magnimamma) — кактус из рода Маммиллярия. Вид был впервые описан в монографии Адриана Хаворта в 1824 году.

## Описание

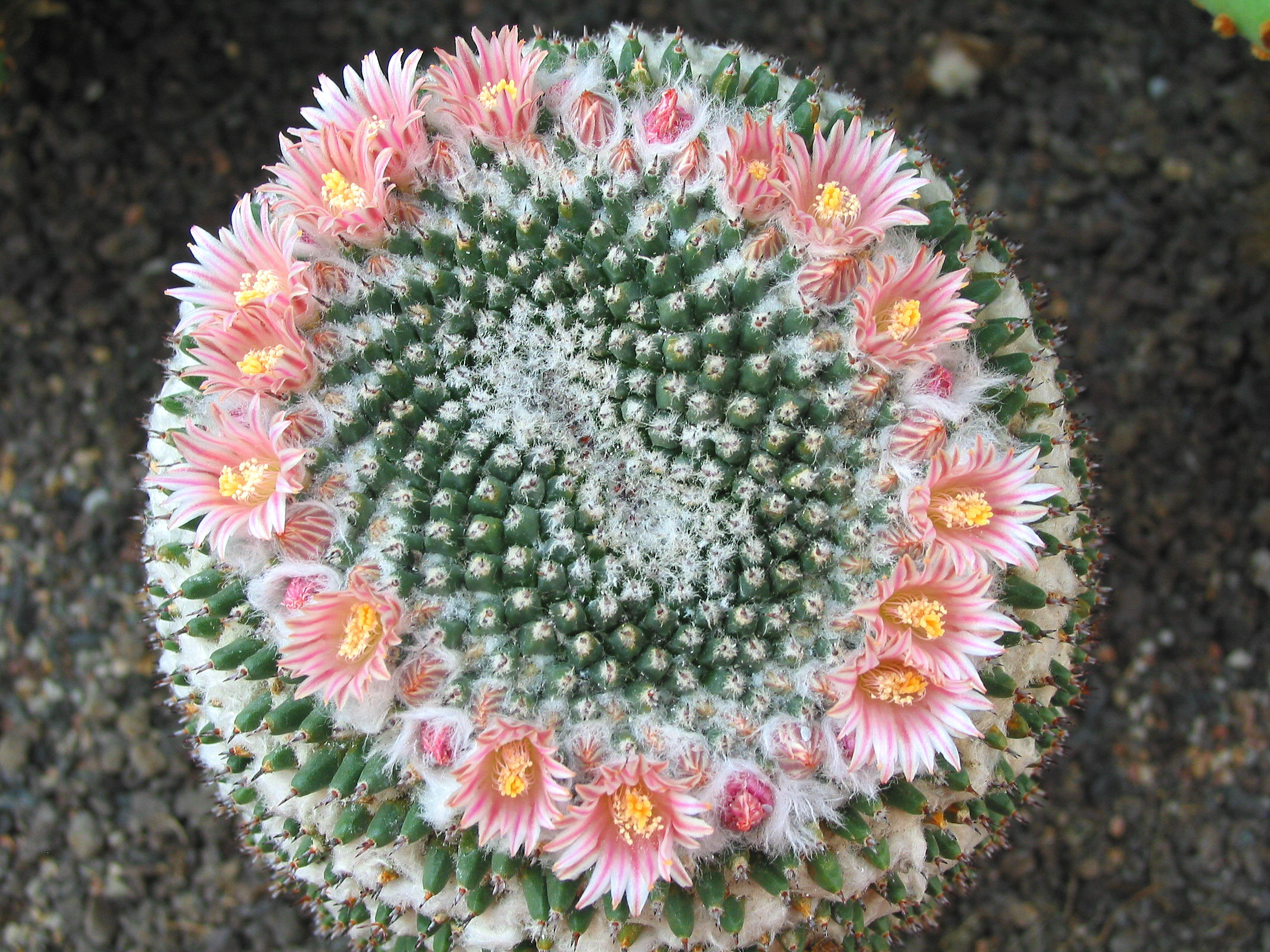
Mammillaria magnimamma

Стебель шаровидный, серо- или голубовато-зелёный, может ветвиться. Его макушка округло заострена. Сосочки конусовидные с округлыми вершинами, крупные. На изломе стебля из сосочков выделяется млечный сок. Аксиллы могут быть голыми или с белым опушением, особенно сильно опушены аксиллы, расположенные близко к цветкам. Ареолы имеют в сечении форму ромба.
Радиальные колючки в количестве 3-5, до 2,5 см длиной, чёрные, самая длинная направлена вниз. Центральных колючек нет.
Цветки до 2,5 см длиной, беловато-кремовые с красной полосой посередине лепестка. Плоды красные.

## Распространение
Эндемик мексиканских штатов Агуаскальентес, Гуанахуато, Герреро, Идальго, Нуэво-Леон, Сан-Луис-Потоси, Тамаулипас и Керетаро, встречается также в Перу. Растёт в сухих пустынях.

## Синонимы
- Mammillaria macracantha
- Mammillaria zuccariniana
- Mammillaria centricirrha
- Mammillaria bucareliensis
- Mammillaria vagaspina
- Mammillaria priessnitzii
- Mammillaria saxicola
- Mammillaria vallensis
- Mammillaria rioverdensis